# Jéssica Pauletto
Jéssica Pauletto (Bento Gonçalves, 19 de abril de 1990) é uma modelo brasileira.

## Biografia
Jéssica Pauletto nasceu em Bento Gonçalves, Rio Grande do Sul, a 125 km de Porto Alegre. É filha de um empresário brasileiro e sua família é oriunda da região do Vêneto, no nordeste da Itália.
Como Alessandra Ambrósio, Gisele Bündchen, Caroline Trentini e muitas outras modelos de Rio Grande do Sul, Jéssica Pauletto participou nos cursos de modelos de Dilson Stein. Integrou a agência Marilyn Agency que mudou de nome e agora se chama Way Model Management. Outras modelos brasileiras com esta agência são Ana Cláudia Michels e Caroline Trentini.
Em junho de 2005 participou da São Paulo Fashion Week (SPFW), e foi vencedora da primeira edição do concurso Dream Tim como melhor novo rosto. Durante a SPFW desfilou para 29 estilistas. Sempre durante a temporada inverno 2005 participou no "Rio Fashion Week" e foi eleita melhor modelo. Pouco depois ela passou a Nova Iorque, nos Estados Unidos, e viveu nesta cidade. Em 2006 permaneceu no Japão por alguns meses e trabalhou por L'Oréal Nippon, Elle,
Elle Girl e o catálogo da Loja de departamentos japonesa Isetan (em japonês:  伊勢丹). Em 2006 a revista Folha incluiu Jéssica entre as 25 mais famosas modelos do Brasil.
Jéssica Pauletto participou de editoriais de moda das sigintes revistas:
- Vogue (Brasil) (duas vezes)
- Vogue Teen
- Elle (Argentina)
- Elle Girl
- Glamour (Itália)
- Marie Claire (duas vezes)
- Simples Magazine
- SPFW Review

Jéssica foi o rosto de uma variedade de campanhas publicitárias, incluindo:
- Arezzo[8]
- Triton[9]
- Vide Bula[10]
- Lucy in the Sky[11]
- Saad[12]
- Marisa[13]

Foi fotografada por fotógrafos famosos, como:
- André Schiliró
- Cristiano Pio de Almeida
- Jacques Dequeker
- Marcelo Nunes
- Miro

Em 2007 Jéssica esteve fora do circuito por um ano e meio devido a problemas de saúde. Voltou à sua actividade na temporada de inverno da SPFW 2008, onde entrou na passarela para uma duzía de grifes, incluso Iodice, Triton, Giselle Nasser e Amapô. Em seguida Jéssica foi para o Japão uma vez mais. Em 2010 assinou contrato com a agência ANC model management em Hamburgo, Alemanha.